# Sébastien Japrisot
 (septembre 2016).
Œuvres principales
- L'Été meurtrier
- Un long dimanche de fiançailles

Compléments
Jean-Baptiste Rossi, plus connu sous son nom de plume Sébastien Japrisot, anagramme de son véritable nom, né le 4 juillet 1931 à Marseille et mort le 4 mars 2003 à Vichy, est un romancier, scénariste, traducteur, réalisateur et parolier français.
Sous son pseudonyme, il signe ses deux premiers romans policiers : Compartiment tueurs et Piège pour Cendrillon. Écrits rapidement, ils sont un succès et sont adaptés au cinéma. Il commence une carrière de publicitaire, vite abandonnée. 
Il publie Un long dimanche de fiançailles en 1991, une histoire d'amour durant la Première Guerre mondiale qui se transforme en enquête policière. Il reçoit le Prix Interallié en 2004. Son roman sera adapté au cinéma par Jean-Pierre Jeunet. 

## Biographie

### Jeunesse marseillaise (1931-1949)
Il est né le 4 juillet 1931, à Marseille, dans une famille d'origine italienne. Il est élevé par sa mère et ses grands-parents.
À 17 ans, pendant ses études au lycée Thiers, il écrit Les Mal Partis, histoire d'amour entre un collégien et une religieuse pendant la débâcle de 1940. Il obtient son baccalauréat.

### Premiers romans (1948-1952)
Il vient à Paris à la rentrée suivante pour s’inscrire à la Sorbonne. Il cherche un éditeur et veut faire publier son premier roman. Pour faire taper la première partie des Mal Partis, une amie lui recommande un bureau de dactylographie, situé au quai de l’Horloge. Il s'agist d'un service destiné aux avocats et aux médecins sans secrétaire. Germaine Huart, une des dactylos, lui propose de taper son manuscrit en dehors de ses heures de travail. Il en tombe amoureux et l'épousera. Il écrit la deuxième partie des Mal Partis. Le roman est publié en 1950, chez Robert Laffont.
Son choix des Éditions Robert Laffont vient de la couverture des volumes de sa collection Pavillons, qui a suscité sa curiosité. Il demande à rencontrer personnellement l'éditeur. Robert Laffont, marseillais comme lui, accepte de le publier, malgré le sujet sulfureux, les avis défavorables de son comité de lecture, sauf Robert Kanters, et les menaces des jésuites. Rossi a dix-neuf ans.
Ce livre remporte un succès d'estime en France. Au Quartier Latin, l'écrivain Roger Nimier déclare : « Jean-Baptiste Rossi est très jeune, mais il n'est pas pressé de le démontrer ». 
Aussitôt traduit à l'étranger, le roman rencontre un succès immédiat aux États-Unis. Il décroche un contrat avec les pocket books (livres de poche). Dans la foulée, il écrit Visages de l'amour et de la haine, une longue nouvelle pour le numéro d'octobre 1950 de Réalités, revue dirigée par Marcel Mithois.

### Traduction, publicité, courts métrages (1953-1961)
Il traduit librement plusieurs romans westerns de Clarence E. Mulford (l'auteur de la série Hopalong Cassidy), sous le pseudonyme de Robert Huart, pour la nouvelle collection Arizona de Robert Laffont. 
En 1953, la traduction de L'Attrape-cœurs de J. D. Salinger lui est confiée. Le roman n'obtient pas la faveur du public (seulement 100 exemplaires vendus). Il est dégoûté de la littérature. 
En 1956 il traduit Mais qui a tué Harry ?, un roman de Jack Trevor Story adapté par Alfred Hitchcock pour le film homonyme. 
Il devient concepteur et chef de publicité pour deux grandes agences parisiennes, ayant parmi leurs principaux clients Synergies, Air France, Rubafix, les vins Postillon ou les parfums Houbigant. Plus tard, il confiera : « Je venais de plus en plus tard au bureau et j'étais tellement pressé d'en sortir que le trajet même a fini par me sembler absurde ».
Vers l'âge de 29 ans, il fait la connaissance du producteur Pierre Braunberger, fondateur de la société Les Films de la Pléiade, initiateur de la Nouvelle Vague, qui a lancé Truffaut, Godard, Resnais ou Lelouch. Pierre Braunberger souhaite produire Les Mal Partis ;  le film ne sera pas réalisé. Il trouve à Jean-Baptiste Rossi des dons de metteur en scène, et lui propose d'adapter une nouvelle de Maupassant. Rossi lui répondra qu'il préfère inventer ses propres histoires. 
Il demande un congé de six mois à son agence publicitaire, et réalise pour Braunberger deux courts-métrages : La Machine à parler d'amour avec Nicole Berger et L'Idée fixe, dans lequel un policier et une sourde-muette voit un tueur à l'action. Il quitte définitivement la publicité, persiste dans le milieu du cinéma, et travaille comme scénariste pour différents metteurs en scène, notamment Jean Renoir et Marcel Ophuls.
En 1961, il traduit les Nouvelles de J. D. Salinger. Salinger plaît alors aux Français, ils redécouvrent L'Attrape-cœurs. Mais le cinéma et les traductions ne lui suffisent pas.

### Retour à la littérature et naissance de Sébastien Japrisot (1962-1970)
En janvier 1962, Jean-Baptiste Rossi se voit réclamer par le fisc 500 000 francs d'arriéré, somme impressionnante pour l'époque. Il s'agit d'impôts sur ses gains de publicitaire. 
Poussé par son ami Robert Kanters, directeur des Éditions Denoël et de la collection policière « Crime Club », il écrit un roman policier. La semaine suivante, il apporte Compartiment tueurs à son éditeur, pour lequel il touche 250 000 francs d'à-valoir. Il revient huit jours après avec un autre roman, Piège pour Cendrillon, pour la même somme. Au moment de signer le contrat, il propose le pseudonyme de Sébastien Japrisot.

« Craignant de me fourvoyer dans l'erreur et d'échouer dans le domaine policier, je n'avais pas voulu signer Jean-Baptiste Rossi. »

— Sébastien Japrisot, cité dans Le Provençal (06/11/1977).
Compartiment tueurs paraît en mai 1962, suivi en 1963 de Piège pour Cendrillon pour lequel il remporte le Grand Prix de Littérature policière. Ces deux livres, qu'il jugeait inavouables, rencontrent la faveur de la critique et du public. 
Ils sont adaptés au cinéma en 1965. Compartiment tueurs est réalisé par le cinéaste Costa-Gavras, (c'est son premier film), et Piège pour Cendrillon, par André Cayatte, sur une adaptation de Jean Anouilh. Ce seront deux succès.
Sous son vrai nom, il publie L'Odyssexe en 1965, un album satirique illustré par son ami Alain Trez  et tiré de leur court-métrage réalisé l'année précédente : L'Homme perdu dans son journal. 
Réédité en 1966, son roman Les Mal Partis reçoit le prix de l'Unanimité décerné par un jury comprenant Jean-Paul Sartre, Aragon, Elsa Triolet, Adamov, Jean-Louis Bory, Robert Merle. 
En septembre 1966, Sébastien Japrisot écrit un nouveau roman, plus long que les précédents, en trois semaines : La Dame dans l'auto avec des lunettes et un fusil. Denoël créera la collection « Sueurs froides » pour l'accueillir. L'histoire est celle d'une jeune femme qui emprunte à son patron, sans le lui dire, sa luxueuse voiture, pour se rendre sur la Côte d'Azur, et qui, en cours de route, est confrontée à des situations de plus en plus folles. 
La critique et le public louent ce livre ; il reçoit le Prix d'Honneur 1966, et le Best Crime Novel en Grande-Bretagne. Simone de Beauvoir, elle-même, en parlera.
Alfred Hitchcock, Jules Dassin et Roger Vadim sont séduits par La Dame dans l'auto… Ce sera Anatole Litvak qui adaptera le roman à l'écran. Ce sera son œuvre testament (1969). Samantha Eggar est choisie pour le rôle-titre. Les prétendantes étaient : Brigitte Bardot, Michèle Mercier, Elizabeth Taylor, Julie Christie, Jane Fonda…
Avec Jean Herman (alias Jean Vautrin), il va trouver Serge Silberman, producteur du Journal d'une femme de chambre de Luis Buñuel, et du Trou de Jacques Becker. Il lui propose le scénario d'Adieu l'ami,. Réalisé en 1968, le film est bien accueilli ; Silberman le pousse à écrire de nouveau pour lui : ce sera Le Passager de la pluie, dont il publie les réécritures romanesques, mis en scène par René Clément en 1969.

### La tentation cinématographique (1970-1976)
Dans les années 70-80, Sébastien Japrisot écrit pour le cinéma et consolide son impact à l'étranger.

« Dans le cinéma moins qu'ailleurs personne n'écoute jamais personne. Si vous voulez que vos personnages soient sur une toile blanche, n'écrivez pas un roman, écrivez directement un scénario, l'adaptation, les dialogues, tout. C'est ce que j'ai fait. »

Il écrit un autre scénario pour Serge Silberman réalisé par René Clément : La Course du lièvre à travers les champs (1972). C'est l'adaptation d'un roman de la Série noire Black Friday (Vendredi 13) de David Goodis. Il réalise la difficulté d'une telle adaptation, et abandonne. Le scénario est publié en 1972 et réédité en 1993.
Serge Silberman le pousse à la réalisation. Sébastien Japrisot tourne en 1975 son premier long métrage adapté de son roman de jeunesse : Les Mal Partis. Ce film renforce son goût pour la mise en scène. La même année, il adapte au cinéma le roman de Pauline Réage, Histoire d'O, pour Just Jaeckin, et Folle à tuer, pour Jean-Pierre Mocky, d'après le roman Ô dingos, ô châteaux ! de Jean-Patrick Manchette. Yves Boisset réalisera Folle à tuer : Japrisot refusera d'être crédité au générique.

### Nouveau retour à la littérature (1977-1991)
Il revient à la littérature en 1977 avec L'Été meurtrier, qui obtient le prix des Deux-Magots en 1978. Les événements de ce roman sont relatés par les principaux protagonistes, chacun apportant sa vision et son point de vue personnel. Il est basé sur trois faits divers réels. Le roman et le film homonyme, réalisé en 1983 par Jean Becker, connaîtront un grand succès. Le film récolte quatre Césars en 1984, dont celui de la meilleure adaptation cinématographique pour Sébastien Japrisot.
En 1986, Japrisot publie La Passion des femmes. C'est un portrait fragmenté d'un homme par les huit femmes qui l'ont aimé et un hommage rendu à l'univers du cinéma. 
En 1988, il dirige Lætitia Gabrielli et Anne Parillaud pour son second long métrage, Juillet en septembre.
En 1991, Sébastien Japrisot fait paraître Un long dimanche de fiançailles, un roman historique. Il obtient le prix Interallié. Il a porté cette histoire en lui pendant vingt ans et a mis quatre ans à l'écrire. Le film homonyme a été porté à l'écran par Jean-Pierre Jeunet en 2004.

### Retour au cinéma (1991-2003)
En 1998, sort Les Enfants du marais, chronique de l'entre-deux-guerres. Ce film est réalisé par Jean Becker d'après le roman de Georges Montforez, scénarisé par Sébastien Japrisot. Celui-ci écrit pour lui le scénario d'Un crime au paradis (2000) d'après La Poison de Sacha Guitry.
Vers 1990, il s'installe en Bourbonnais avec sa nouvelle compagne, Cathy Esposito (épouse divorcée d'Eddie Barclay), dans une maison entre Busset et Mariol ; il meurt en 2003, à Vichy. Il est enterré dans l'extension du cimetière de Busset.

## Publications

### Romans, récits
- Les Mal Partis - Prix de l'Unanimité 1966 (sous le nom de J.-B. Rossi, Robert Laffont, 1950)
- Visages de l'amour et de la haine (sous le nom de J.-B. Rossi, in Réalités no 57, 10/1950)
- L'Odyssexe (album illustré par Trez, publié sous le nom de J.-B. Rossi, Denoël, 1965)
- La Passion des femmes (roman Denoël, 1986, publié sous le nom de Sébastien Japrisot, Denoël, 1986)

### Romans policiers
- Compartiment tueurs (Denoël, coll. « Crime-club » no 203, 1962)Roman adapté au cinéma en 1965 dans un film français homonyme réalisé par Costa-Gavras, avec Simone Signoret et Yves Montand.
- Piège pour Cendrillon (Denoël, coll. « Crime-club » no 209, 1963) - Grand Prix de littérature policière 1963 Roman adapté au cinéma en 1965 dans un film français homonyme réalisé par André Cayatte, avec Dany Carrel et Madeleine Robinson.
- La Dame dans l'auto avec des lunettes et un fusil (Denoël, 1966)  Roman adapté au cinéma en 1970 dans un film franco-américain, dont le titre original est The Lady in the Car with Glasses and a Gun, réalisé par Anatole Litvak, avec Samantha Eggar et Oliver Reed, et de nouveau en 2015 dans un film français homonyme réalisé par Joann Sfar, avec Freya Mavor et Elio Germano.
- L'Été meurtrier (Denoël, 1977) - Prix des Deux-Magots 1978, prix de l'Académie suédoise 1978 Roman adapté au cinéma en 1983 dans un film français homonyme réalisé par Jean Becker, avec Isabelle Adjani et Alain Souchon.
- Un long dimanche de fiançailles (Denoël, 1991) - prix Interallié 1991 Roman adapté au cinéma en 2004 dans un film français homonyme réalisé par Jean-Pierre Jeunet, avec Audrey Tautou et Gaspard Ulliel.

### Scénarios publiés
- La Machine à parler d'amour (sous le nom de J.-B. Rossi, L'Avant-scène cinéma no 66, 01/1967)
- Adieu l'ami (Denoël, 1968) Scénario qui a donné lieu au film franco-italien Adieu l'ami réalisé par Jean Herman en 1968, avec Charles Bronson et Alain Delon.
- La Course du lièvre à travers les champs (Denoël, 1972) Scénario qui a donné lieu au film franco-italien La Course du lièvre à travers les champs réalisé par René Clément en 1972, avec Jean-Louis Trintignant et Robert Ryan.
- Le Passager de la pluie (Denoël, 1992) Scénario qui a donné lieu au film français Le Passager de la pluie réalisé par René Clément en 1970, avec Marlène Jobert et Charles Bronson.

### Traductions
- Hopalong Cassidy entre en jeu (Hopalong Cassidy With the Trail Herd, 1950), roman western de Clarence E. Mulford, trad. sous le pseudonyme de Robert Huart (Robert Laffont, coll. « Arizona » no 1, 1951)
- Hopalong Cassidy et la couvée de l'aigle (Hopalong Cassidy With the Eagle's Brood, 1931), roman western de Clarence E. Mulford, trad. Robert Huart (Robert Laffont, coll. « Arizona » no 2, 1951)
- Hopalong Cassidy trouve un double (Hopalong Cassidy Returns, 1923), roman western de Clarence E. Mulford, trad. Robert Huart (Robert Laffont, coll. « Arizona » no 3, 1951)
- Hopalong Cassidy : les Hors-la-loi de West Fork (Hopalong Cassidy and the Rustlers of West Fork, 1951), roman western de Louis L'Amour, trad. Robert Huart (Robert Laffont, coll. « Arizona » no 6, 1951). (NB : le nom de l'auteur sur la page de titre est « Tex Burns »)
- Pistes dans la nuit (Trails by Night), roman western de Tom J. Hopkins, trad. Robert Huart (Robert Laffont, coll. « Arizona » no 7, 1951)
- Hopalong Cassidy et les Compagnons du ranch 20 (Hopalong Cassidy, Bar 20, Rides Again, 1926) roman western de Clarence E. Mulford, trad. Robert Huart (Robert Laffont, coll. « Arizona » no 8, 1951).
- Hopalong Cassidy : le Shérif de Twin River (Hopalong Cassidy Serves a Writ, 1941), roman western de Clarence E. Mulford (Robert Laffont, coll. « Arizona » no 10, 1952).
- Hopalong Cassidy : (Meurtres sur) la Piste des sept pins (Hopalong Cassidy and the Trail to Seven Pines, 1951), roman western de Louis L'Amour, trad. Robert Huart (Robert Laffont, coll. « Arizona » no 11, 1952).
- La Poursuite blanche (Murder in the Outlands), roman western de James Beardsley Hendryx, trad. Robert Huart (Robert Laffont, coll. « Arizona » no 12, 1952).
- Hopalong Cassidy : Panique à Tasotal (Hopalong Cassidy and the Riders of High Rock, 1951), roman western de Louis L'Amour trad. Robert Huart (Robert Laffont, coll. « Arizona » no 14, 1952).
- Hopalong Cassidy : l'Inquiétant tireur (Hopalong Cassidy : Trouble Shooter, 1952), roman western de Louis L'Amour, trad. Robert Huart (Robert Laffont, coll. « Arizona » no 16, 1953)
- L'Attrape-Cœurs (The Catcher in the Rye), roman de J. D. Salinger (Robert Laffont, coll. « Pavillons », 1953)
- Mais... qui a tué Harry ? (The Trouble with Harry), roman de Jack Trevor Story (Robert Laffont, 1956)
- Nouvelles (Nine Stories), J. D. Salinger (Robert Laffont, coll. « Pavillons », 1961)
- L'Homme hilare / J. D. Salinger, extrait des nouvelles ; Quinze xylographies de Movy Pasternak (Thuin : Editions de la Grippelotte, 1970)

### Recueils, œuvres réunies en volumes
- Écrit par Jean-Baptiste Rossi (coéd. Denoël-Robert Laffont, 1987)
- Japrisot volume 1 (œuvre policière) (Denoël, coll. « Des heures durant », 2003)
- Japrisot volume 2 (œuvre romanesque) (Denoël, coll. « Des heures durant », 2004)
- Romans policiers (Gallimard, coll. « Quarto », 2011)

### Nouvelles
- Jean-Baptiste Rossi. « Les Vagabonds ». La Gazette des Lettres no 94, samedi 6 août 1949, p. 10-11, ill. en n/b de R. Pagès
- Jean-Baptiste Rossi. « La Voix morte ». La Nef : revue mensuelle no 57, septembre 1949, p. 46-51
- Jean-Baptiste Rossi. « Aquarelle pour un petit garçon ». La Pipe en écume : bulletin périodique du Mouvement Musical des Jeunes et des Compagnons du Concert de Chambre de Paris, cahier no 15, automne-hiver 1949, p. 18
- Jean-Baptiste Rossi. « Atmosphère indigo ». La Gazette des Lettres, samedi 1er avril 1950 (6e année), no 111, p. 8-9, ill. Le Louarn.
- Jean-Baptiste Rossi. « La Croisière du Charcot de Frank Bullen », résumé-digest du livre de F. Bullen. La Gazette des lettres, samedi 8 juillet 1950, no 118, p. 11, surtitre : « notre Digest ».
- Sébastien Japrisot. « L'Idée fixe ». 813, octobre 2003, no 85/86, p. 20-22, ill. Dominique Rousseau.

### Poème
- Jean-Baptiste Rossi. Sensations [Crépuscules sombres]. Entre Nous, journal de lycéens parisiens, 1947.

## Filmographie

### En qualité de réalisateur et scénariste
- La Machine à parler d'amour (court métrage, 1961)
- L'Idée fixe (court métrage, 1962)
- L'Homme perdu dans son journal (court métrage, avec Alain Trez, 1964)
- Les Mal Partis (1975 - sortie le 11/02/1976[6]). Réal. Jean-Baptiste Rossi. Avec France Dougnac, Marie Dubois, Pascale Roberts, Fred Personne, Olivier Jallageas, Bernard Verley, Jean Gaven, Richard Leduc, Martine Kelly, René Morard, Monique Mélinand, René Havard
- Juillet en septembre (1988). Réal. Sébastien Japrisot. Avec France Dougnac, Lætitia Gabrielli, Anne Parillaud, Pascale Pellegrin, Jean Gaven, Giselle Pascal, Daniel Desmars, Éric Damain, Cathy Esposito, Lydia Andréi, Éric Denize, Florence Geanty

### En qualité de scénariste (scenarios originaux)
Voir aussi les trois courts métrages et Juillet en septembre qu'il a réalisés
- Adieu l'ami. Réal. Jean Vautrin. Avec Charles Bronson et Alain Delon
- La Course du lièvre à travers les champs. Réal. René Clément, avec Jean-Louis Trintignant, Robert Ryan, Lea Massari - ainsi que, le temps d'une apparition, une petite fille : Emmanuelle Béart
- Le Passager de la pluie. Réal. René Clément.

### En qualité de scénariste (adaptations d'œuvres)
- Peau de banane (1963). Réal. Marcel Ophuls. D'après le roman de Charles Williams. NB : Sébastien Japrisot n'est pas crédité.
- Histoire d'O (1975). Réal. Just Jaeckin. D'après le roman de Pauline Réage Histoire d'O.
- Folle à tuer (1975). Réal. Yves Boisset. D'après le roman de Jean-Patrick Manchette Ô dingos, ô châteaux ! NB : Sébastien Japrisot n'est pas crédité.
- Les Mal Partis (1976). Réal. Jean-Batiste Rossi, d'après son propre roman
- L'Été meurtrier (1983). Réal. Jean Becker. César de la meilleure adaptation cinématographique 1984.
- Les Enfants du marais (1998). Réal. Jean Becker. D'après le roman de Georges Montforez.
- Un crime au Paradis (2001). Réal. Jean Becker. D'après La Poison de Sacha Guitry.

### En qualité d'auteur de l'œuvre originale
- Compartiment tueurs (1964). Réal. Costa-Gavras
- Piège pour Cendrillon (1965). Réal. André Cayatte
- La Dame dans l'auto avec des lunettes et un fusil (1970). Réal. Anatole Litvak
- L'Été meurtrier (1983). Réal. Jean Becker
- Un long dimanche de fiançailles (2003). Réal. Jean-Pierre Jeunet, avec Audrey Tautou, Gaspard Ulliel, Marion Cotillard, Dominique Pinon, Jean-Paul Rouve, Albert Dupontel, Ticky Holgado...
- Trap for Cinderella (2013). Réal. Iain Softley
- La Dame dans l'auto avec des lunettes et un fusil (2015). Réal. Joann Sfar

## Discographie

### Paroles de chanson
Sébastien Japrisot a écrit les paroles de la chanson titre du film Le Passager de la pluie, réalisé par René Clément, avec une musique de Francis Lai (Éditions Francis Dreyfus, 1970). L'interprète Séverine signe son premier grand succès. Le single, vendu en France et à l'étranger, est classé numéro 1 durant plusieurs semaines des charts japonais. Nicole Croisille a repris cette chanson dans une version différente.

## Analyse de l'œuvre

### Thèmes
Tous les romans de Sébastien Japrisot racontent des histoires passionnelles mêlées à une intrigue criminelle savante. Les lecteurs se complaisent dans ce côté labyrinthique cher à l'écrivain qui avoue :

« Si j'aborde dans mes livres certaines choses que je pense sur la société, cela me vient vraiment des personnages. Tout ce qui m'intéresse, c'est humain, ce n'est jamais idéologique. C'est pourquoi après Compartiment tueurs, mes romans s'écartaient de plus en plus du policier pour aller vers le roman psychologique où il n'y a plus vraiment d'intrigue policière. Je pouvais dire des choses à travers des personnages qui sont confrontés à une aventure qui les dépasse. Plutôt que de prendre des policiers qui voient des meurtres tous les jours, autant prendre un personnage comme vous et moi qui est confronté à un meurtre ou à une histoire dans laquelle il ne devait pas être. J'aime les personnages qui sont dépassés par les événements et qui, finalement, gagnent sur les événements. C'est d'autant plus intéressant quand c'est une héroïne, qu'on croit plus vulnérable, en tout cas plus fragile physiquement que les hommes, et qui est protégée par le lecteur qui a peur pour elle plus que pour un héros masculin. »

L'exigence a toujours été une de ses qualités :

« Le roman policier n'est pas un genre mineur. Balzac et Graham Greene ont écrit des policiers. Vous pensez que j'exagère de me comparer à Balzac et Graham Greene ? Il faut être ainsi à notre époque. Je ne dois pas pécher par facilité [...] Si j'ai choisi d'écrire des histoires policières, c'est parce qu'elles sont un alibi commode pour dire ce dont, par nature, je ne voudrais parler qu'à voix basse. Les événements y font un tel vacarme qu'on peut crier et chanter à tue-tête. Seuls, les plus près de vous entendent. »

### Revue de presse, éloges, hommages

#### Écrivains
Maurice-Bernard Endrèbe, Magazine du mystère no 11, 1978 :

« Japrisot a franchi allègrement la distance séparant le Quai des Orfèvres du Quai Conti et la littérature policière de celle qui ne l'est pas. »

Françoise Giroud, Le Journal du Dimanche, 13 octobre 1991 :

« Un mécanicien diabolique. Il emboîte, il déboîte, il visse, il dévisse, il manipule son Meccano et vous surprend jusque dans ses dernières pages. C'est son truc, il y excelle. D'autre part, c'est un écrivain. La combinaison des deux n'est pas courante. »

Thomas Narcejac, Le Grand Livre du Mois, décembre 1991 :

« Quand un auteur dispose ainsi des nerfs de son lecteur et sait unir les ressources de la tragédie et les subtilités du roman de mystère, aucun doute, c'est le premier parmi les grands... »

Jean-Christophe Grangé, France Info, mars 2003 :

« Pour moi, c'était vraiment un maître absolu, un auteur qui avait à la fois son univers policier et son univers stylistique. Il avait ce talent d'associer à la fois des intrigues très particulières toujours avec des angoisses sur l'identité, sur un noyau central qui était vertigineux, d'une complexité, qui se resserrait au niveau de l'enquête. »

Thierry Jonquet, La Bête et la belle, La bibliothèque Gallimard no 12, 1998 :

« J'admire Sébastien Japrisot. Ses constructions abstraites, rigoureuses, implacablement rationnelles et pourtant totalement folles, me laissent admiratif. Japrisot est sans doute un joueur d'échec très doué. Mygale a été influencé par Piège pour Cendrillon, qui était un livre très construit, avec une logique folle. Japrisot m'impressionne beaucoup ! »

Emmanuel Carrère, Le Nouvel Observateur no 2011, 22-28/05/2003 :

« Cet inventeur de fictions aussi tarabiscotées qu'évidentes était aussi un styliste. Il y a chez lui des attaques, des rapidités, des détentes, une musique facile et savante qui sent souvent le Midi mais jamais l'ersatz de pagnolade. »

Jean-François Coatmeur, 813, no 85-86, octobre-novembre 2003 :

« Bien avant que nos chemins se croisent, Sébastien Japrisot était déjà pour moi un modèle : savante architecture de ses constructions narratives, sans rien qui « pèse ou qui pose », complexité si humaine de ses personnages, sortilèges d'une écriture très travaillée, mais qui avait gardé la souplesse éthérée du premier jet... Et puis je l'ai rencontré, au temps heureux des "grands-messes" rémoises. Et Jean-Baptiste est devenu un ami. »

#### Classe politique
Jean-Jacques Aillagon, Ministre de la Culture et de la Communication, communiqué du 6 mars 2003 :

« Avec Sébastien Japrisot disparaît un maître de la narration, un écrivain aussi apprécié de la critique que du public. Il a écrit avec la même aisance La Dame dans l'auto avec des lunettes et un fusil et Un long dimanche de fiançailles. Il a connu de grands succès populaires aussi bien dans le roman policier que dans le roman historique, et obtenu des prix prestigieux comme l'Interallié ou les Deux-Magots. Ses romans ont inspiré des cinéastes comme Costa-Gavras, Jean Becker ou Jean-Pierre Jeunet et lui-même a été l'auteur de scénarios dont on se souviendra longtemps, comme Adieu l'ami ou Le Passager de la pluie. Il disait "la seule langue que je comprends, en dehors du français, est celle des images". Il était un orfèvre dans les deux langages. Mais sa plus grande ressource venait de son amour pour ses personnages et pour l'histoire de notre pays, qui restera comme la chair de son œuvre. »

#### Universitaires
André Vanoncini, Le Roman policier. PUF, coll. "Que sais-je ?", 1993

« Les héroïnes de Japrisot, à travers l'enquête et le crime, cherchent à atteindre et à articuler leur identité profonde, fût-ce au prix de l'autodestruction. »

Stéphanie Dulout, Le Roman policier. Milan, coll. "Les Essentiels Milan", 1995

« Très influencé par les inventions virtuoses de Boileau-Narcejac, Sébastien Japrisot joue à son tour sur les possibilités multiples qu'offre le roman policier. Il tente notamment, en concentrant sur un seul personnage les fonctions clés de l'intrigue, d'intensifier la tension psychologique et le drame. »

Yves Reuter, Le Roman policier. Nathan Université, coll. "128", 1997 :

« Sébastien Japrisot est un virtuose des jeux de narration et de perspectives. Il soigne autant ses intrigues, fort complexes, que son écriture. »

Le choix de l'intrigue policière, conforme au goût de l'insolite que Japrisot avait exprimé en tant que publicitaire, révèle surtout la volonté de démonter les modèles du genre : il s'agit de subvertir la logique narrative pour remettre en jeu la maîtrise du lecteur et le pouvoir des héros, obligés de reconstruire leur identité en confondant progressivement les rôles de l'enquêteur, du témoin, de la victime et de l'assassin, au risque d'être eux-mêmes condamnés ou de perdre la raison.
Sylvie ROZÉ, « Dictionnaire des lettres françaises : le XXe siècle », La Pochothèque, 1998.

#### Critiques littéraires
« Japrisot a une vertu rare, ou une grâce, ou une chance : il ne sait pas rater un livre, pas plus qu'un film… Il y a dans le roman de Japrisot un tel foisonnement d'intrigues, comme dans la littérature picaresque où chaque personnage raconte un univers, une telle générosité d'invention, une telle émotion, pour tout dire un tel talent, qu'on y trouverait dix films »

. Renaud Matignon, Le Figaro.

« Japrisot n'a pas la chair triste. Il a le délire élégant. Rien d'étonnant de la part de quelqu'un qui place si volontiers Lewis Carroll en épigraphe de ses livres. Ce caïd des séries noires ou blêmes dissimule un rêveur. Ou, si l'on préfère, un poète, mais qui ne hausse pas le col, ne pose pas au voyant »

. Arnould de Liederkerke, Le Figaro Magazine.
« Un vrai romancier, un écrivain qui a trouvé l'équilibre entre la technique policière et la sensibilité romanesque. »
François Gonnet, France-Inter.
« Japrisot est un Simenon corrigé par Robbe-Grillet. »
Le Nouveau Candide, 16-23/05/1963.
« Sébastien Japrisot a le visage du poète de Peynet, une douceur qui donne la chair de poule, un filet de voix et le regard candide. À le voir tapi dans un coin de la pièce, reculant devant le succès comme devant un bain glacé, image même de l'innocence, nous avons pensé " Quel superbe criminel il ferait !" »
Babette Rolin, Les Beaux-Arts, 17/05/1963.
« Son expérience de la publicité où, écrit-il, " ce qui compte, c'est d'en mettre un coup dans l'imagination ", semble lui servir en littérature : il s'applique à frapper l'esprit du lecteur par son choix de l'intrigue policière et par un renversement au profit d'une écriture personnelle, de toutes les conventions du genre. Dans ces romans policiers qui n'en sont pas, l'insolite définit le comportement des acteurs principaux, dont les millions de gestes imprévisibles menacent le sens et l'ordre d'un monde adulte. »
Dictionnaire historique, thématique et technique des littératures, Larousse, 1985.
« La force de Japrisot, c'est d'une part cette construction maligne qui s'apparente au jeu de Meccano, chaque pièce s'emboîtant l'une dans l'autre. C'est aussi, bien sûr, cette écriture d'apparence simple, rythmée, étonnamment phonétique, charmeusement musicale… On frémit, on s'interroge, on s'inquiète. Le suspense se liant à l'émotion. Un grand livre, ce n'est rien d'autre : un grand sujet, des personnages forts, une écriture saisissante. »
Gilles Pudlowski, Le Point.
« Dépassant à chaque roman le cadre d'une intrigue policière menée avec toute la rigueur du genre, Sébastien Japrisot nous livre des drames psychologiques passionnants, où l'insolite, l'humour et l'émotion alternent pour le plus grand plaisir du lecteur. »
Maxi-Livres / Profrance, présentation de l'auteur pour Le Passager de la pluie, 1995.
« La logique narrative est chez lui fondée sur sa propre subversion – qui met en cause aussi bien la conscience du détective que la maîtrise du lecteur – dans la lignée de la structure tragique sophocléenne et du récit analytique freudien. »
Pascal Mougin et Karen Haddad-Wotling, Dictionnaire mondial des littératures, Larousse, 09/2002.
« Sébastien Japrisot occupe une place singulière dans le roman français contemporain. Il a réussi à mener de front, avec un égal bonheur, son œuvre de scénariste et de romancier. Tenu parfois comme le plus anglo-saxon des écrivains français, il est l'un des auteurs français les plus traduits à l'étranger. Depuis son tout premier livre, la ferveur du public ne l'a jamais quitté. Surtout, et ce n'est pas sans moindre mérite, s'il ne s'est pas cantonné au roman policier, Sébastien Japrisot a largement contribué à abolir, par la qualité de son écriture et l'originalité de son écriture, la frontière entre littérature policière et littérature tout court. »
Gérard Meudal, Le Monde no 18077, 08/03/2003.

#### Critiques littéraires spécialisés
« Léger, très brillant, Jean-Baptiste Rossi (Sébastien Japrisot) cisèle la phrase avec un plaisir évident, et élabore de très beaux personnages de femmes. Nous lui devons de subtils romans aux machinations complexes, style William Irish, et dont les victimes sont souvent les coupables. »
Benvenuti-Rizzoni-Lebrun, Le Roman criminel : histoire, auteurs, personnages, L'Atalante, 1982.
« Même s'il l'a fait involontairement, inconsciemment, il a cependant marqué l'histoire du suspense français. Dans ses romans à suspense l'emporte l'étude psychologique des personnages. »
Michel Lebrun & J.-P. Schweighaeuser in Le Guide du polar, histoire du roman policier français, Syros, 1987.
« Les principaux arguments de ce romancier sont la maîtrise de l'écriture comme de l'intrigue. Tout est négocié avec une science innée de l'application. Les sujets sont forts, recherchés. La langue concise, très travaillée. Cette recherche permanente du plus juste équilibre fait de Japrisot un écrivain aussi rare que déterminant. »
Robert Deleuse, Les Maîtres du roman policier, Bordas, Les compacts no 24, 1991.

## L'œuvre de Sébastien Japrisot à l'étranger

### Œuvres littéraires traduites
| Œuvre originale                                   | Traductions |  |
| ------------------------------------------------- | --- |  |
| Les Mal Partis                                    | The False Start London, Secker and Warburg, 1951, 212 p. Awakening New York, Harper [1952], 244 p. Prélude d'amour / Jean-Baptiste Rossi Trad. ? 1. Hambourg : Kulturverlag GmbH, 1952, 301 p. Storia d'amore di una suora / Jean-Baptiste Rossi Trad. di Lea C. Bartoli 1. Milano : Libri Edizioni, 1979, 189 p. (Anteprima) |  |
| Visages de l'amour et de la haine                 | - |  |
| Compartiment tueurs                               | The 10:30 from Marseille Transl. by Francis Price 1. Garden City, N.Y. : Published for the Crime Club by Doubleday [1963], 181 p. 2. The Sleeping-car murders. Harmondsworth, Eng. ; New York : Penguin Books, 1978, c1963, 181 p. (ISBN 0140049924) 3. The Sleeping car murders. New York, N.Y. : Plume, [1997], 181 p. (ISBN 0452277787) The 10:30 from Marseille 1. London : Souvenir Press, 1964, 181 p. 2. London : Transworld Publishers, [1965], 173 p. (Corgi Books ; GC7211) 3. London : Harvill Press, 1998, 214p. (ISBN 1860464408) (pbk) Mord im Fahrpreis inbegriffen Transl. by Margaret Carroux 1. Reinbek bei Hamburg : Rowohlt, 1964, 154 p. (rororo Taschenbuch ; 2048). 2. Reinbek bei Hamburg : Rowohlt, 1976, 154 p. (rororo ; 2392 : rororo-Thriller). (ISBN 3-499-42392-8) 3. Reinbek bei Hamburg : Rowohlt, 1980, 154 p. (rororo ; 2392 : rororo-Thriller). (ISBN 3-499-42392-8) 4. Baden-Baden ; Zürich : Elster-Verl.; Zürich : Rio-Verl., 1997, 186 p. (ISBN 3-89151-258-9) 5. Frankfurt am Main : Fischer-Taschenbuch-Verl., 1999, 185 p. (Fischer ; 14224). (ISBN 3-596-14224-5) 6. Berlin : Aufbau-Taschenbuch-Verl., 2007, 195 p. (Aufbau-Taschenbücher ; 2296). (ISBN 3-7466-2296-4 et 978-3-7466-2296-5) Scompartimento omicidi Trad. di Sandro Bajini 1. Milano : Feltrinelli, 1964, 178 p. (Universale economica ; 473) 2. Milano : Garzanti, 1970, 185 p. (I Garzanti ; 271) 3. In Delitti in treno / a cura di Marco Polillo. Milano : A. Mondadori, 1976, 569 p. (Omnibus gialli) 4. Milano : Club degli Editori, 1979, 139 p. 5. Milano : Mondadori, 2003, 218 p. (I classici del giallo ; 958) 夺命卧铺 宋冬深译 1. 长沙，湖南文艺出版社， 2020，248页 (ISBN 9787540477301) víctimes en fals Trad. Joaquim Carbó 1. Barcelona. Edicions 62, 1984, 149 p. (ISBN 9788429721720) |  |
| Piège pour Cendrillon                             | Trap for Cinderella Transl. by Helen Weaver 1. New York : Simon and Schuster, 1964, 171 p. 2. New York : Plume, 1997, 171 p. (ISBN 0452277795) Trap for Cinderella Transl. by Helen Weaver 1. London : Souvenir Press, 1965, 171 p. 2. Harmondsworth [etc.] : Penguin books, [1979], 171 p. (Penguin crime fiction). (ISBN 0140053646) Trappola per Cenerentola Trad. di ? 1. Milano : Feltrinelli, 1967, 181 p. (Feltrinelli K 350 ; 6) Falle für Aschenbrödel Transl. by Ilse Bulcke 1. Reinbek bei Hamburg : Rowohlt, 1965, 123 p. (rororo Taschenbuch ; 2062). 2. Reinbek bei Hamburg : Rowohlt, 1977, 123 p. (rororo ; 2413 : rororo-Thriller). (ISBN 3-499-42413-4) 3. Reinbek bei Hamburg : Rowohlt, 1978, 123 p. (rororo ; 2413 : rororo-Thriller). (ISBN 3-499-42413-4) 4. Reinbek bei Hamburg : Rowohlt, 1995, 142 p. (Rororo ; 3209 : rororo-Thriller). (ISBN 3-499-43209-9) En fælde for Askepot På dansk ved Merete Engberg 1. [S.l.] : Schønberg, 1990, 184 p. Chine 灰姑娘的陷阱 宋冬深译 1. 长沙：湖南文艺出版社，2014，208页。（ (ISBN 9787540466602)） Parany per una Noia Trad. Manuel de Pedrolo 1. Barcelona. Edicions 62, 1988, 126 p. (ISBN 9788429717402) |  |
| L'Odyssexe                                        | - |  |
| La Dame dans l'auto avec des lunettes et un fusil | The Lady in the car with glasses and a gun Transl. by Helen Weaver 1. New York : Simon and Schuster, [1967], 240 p. 2. New York : Penguin books, 1979, 253 p. (Penguin crime). (ISBN 0140053611) (pbk.) 3. New York : Plume, [1997], 224 p. (ISBN 0452277779) The Lady in the car with glasses and a gun Transl. by Helen Weaver 1. London : Souvenir Press, 1968, 240 p. (ISBN 0285500767) 2. London : Harvill, 1998, c1967, 233p. (Panther). (ISBN 1860464394) (pbk) Porträt einer Dame im Auto mit Brille und Gewehr Transl. by Gottlieb Knecht 1. Reinbek bei Hamburg : Rowohlt, 1967, 185 p. (rororo ; 2128 : rororo-thriller) 2. Reinbek bei Hamburg : Rowohlt, 1984, 445 p. (Rororo ; 2665 : rororo-Thriller). (ISBN 3-499-42665-X). Roman jumelé avec Dann schlachten wir den Sündenbock, de James McKimmey. Die Dame im Auto mit Sonnenbrille und Gewehr Transl. by Gottlieb Knecht 1. Baden-Baden ; Zürich : Elster-Verl.; Zürich : Rio-Verl., 1997, 223 p. (ISBN 3-89151-246-5) 2. Frankfurt am Main : Fischer-Taschenbuch-Verl., 1999, 223 p. (Fischer ; 14223). (ISBN 3-596-14223-7) 3. Berlin : Aufbau-Taschenbuch-Verl., 2006, 235 p. (Aufbau-Taschenbücher ; 2171). (ISBN 3-7466-2171-2 et 978-3-7466-2171-5) Damen i bilen med briller og gevær På dansk ved Bibba Jørgen Jensen 1. Haslev : Bogklubben Spektrum, 1969, 229 p. 2. [S.l.] : Schønberg, 1990, 229 p. 3. [Kbh.] : Forum, 1998, 229 p. La signora dell'auto con gli occhiali e un fucile Trad. di Francesco Verdeborghese 1. Milano : Feltrinelli, 1967, 206 p. (Il brivido e l'avventura) 2. S. l. : Club degli Editori, c1967 (stampa 1980), 206 p. 3. Milano : Garzanti, 1972, 204 p. (Gialli Garzanti ; 8) 4. In Le piccole città : tre misteri della provincia francese. Milano : Mondadori, 1997, 542 p. (Il giallo Mondadorilo Mondadori ; 11 Chine 车中拿枪戴墨镜的女人 宋冬深译 1. 上海：上海文艺出版社，2009，281页。（ (ISBN 9787532135240)） |  |
| Adieu l'ami                                       | Goodbye, friend Transl. by Patricia Allen Dreyfus 1. London : Souvenir Press, 1969, 185 p. (ISBN 0285502638) 2. London : Corgi, 1971, 126 p. (ISBN 055208705X) (pbk) Goodbye, friend Transl. by Patricia Allen Dreyfus 1. New York : Simon and Schuster, [1969], 185 p. Weekend im Tresor Transl. by Erika Tophoven-Schöningh 1. Reinbek bei Hamburg : Rowohlt, 1970, 134 p. (rororo ; 2196 : rororo-thriller). (ISBN 3-499-42196-8) 2. Reinbek bei Hamburg : Rowohlt, 1983, 393 p. (rororo ; 2581 : rororo-Thriller). (ISBN 3-499-42581-5). Roman jumelé avec Bei Nacht sind alle Mörder grau, de Judson Philips. adéu, amic Trad. Carme Vilaginés 1. Barcelona. Edicions 62, 1983, 95 p. (ISBN 9788429720815) |  |
| La Course du lièvre à travers les champs          | Lauf, wenn du nicht schiessen kannst Transl. by Elisabeth Uebe 1. Reinbek bei Hamburg : Rowohlt, 1974, 91 p. (rororo ; 2325 : rororo-thriller). (ISBN 3-499-42325-1) La corsa della lepre attraverso i campi Trad. di Lia Peroni 1. Milano : Garzanti, 1974, 152 p. (Gialli Garzanti ; 54). |  |
| L'Été meurtrier                                   | One Deadly Summer Trad. par Alan Sheridan 1. New York : Harcourt Brace Jovanovich, c1980, 279 p. (ISBN 0151693811) 2. Harmondsworth ; New York : Penguin Books, 1981, c1980, 297 p. (Penguin crime fiction). (ISBN 014005846X) (pbk.) 3. New York : Plume, 1997. (ISBN 0452277809) One Deadly Summer Transl. by Alan Sheridan 1. London : Harvill, 2000, c1980, 279 p. (ISBN 1860467733) (pbk.) Blutiger Sommer Transl. by Elisabeth Uebe 1. Reinbek bei Hamburg : Rowohlt, 1979, 204 p. (rororo ; 2479 : rororo-thriller). (ISBN 3-499-42479-7) 2. Reinbek bei Hamburg : Rowohlt, 1981, 204 p. (rororo ; 2479 : rororo-thriller). (ISBN 3-499-42479-7) 3. Reinbek bei Hamburg : Rowohlt, 1984, 204 p. (rororo ; 2479 : rororo-thriller). (ISBN 3-499-42479-7) Blodig sommer Oversat af Jens Juhl Jensen 1. [Kbh.] : Rosenkilde og Bagger, 1979, 297 p. Chine 夏日谋杀 宋冬深译 1. 上海：上海文艺出版社，2009，281页。（ (ISBN 9787532135288)） |  |
| La Passion des femmes                             | The Passion Of Women ou Women in Evidence Transl. by Ros Schwartz 1. The Passion Of Women. New York : Crown, c1990, 312 p. (ISBN 051756940X) 2. Women in evidence. New York, N.Y. : Plume, [2000], 326 p. (ISBN 0452281628) (pbk.) Women in Evidence Transl. by Alan Sheridan 1. Women in evidence. Harpenden : No Exit, 1995, c1990, 310p. (ISBN 1874061254) (pbk.) Passion Oversat af Susanne Juul 1. [Kbh.] : Rosenkilde og Bagger, 1987, 326 p. Chine 偷心人 宋冬深译 1. 长沙：湖南文艺出版社，2014，392页。（ (ISBN 9787540466619)） |  |
| Un long dimanche de fiançailles                   | A Very Long Engagement Trad. de Linda Coverdale 1. New York : Farrar, Straus, Giroux, 1993, 327 p. (ISBN 0374283354) Die Mimosen von Hossegor Transl. by Christiane Landgrebe 1. Berlin : Aufbau-Verl., 1996, 318 p. (ISBN 3-351-02341-3) 2. Berlin : Aufbau-Taschenbuch-Verl., 1998, 318 p. (Aufbau-Taschenbücher ; 1407). (ISBN 3-7466-1407-4) Mathilde - eine große Liebe Transl. by Christiane Landgrebe 1. Berlin : Aufbau-Taschenbuch-Verl., 2005, 318 p. (Aufbau-Taschenbücher ; 2117). (ISBN 3-7466-2117-8) Una lunga domenica di passioni Trad. di Simona Martini Vigezzi 1. Milano : CDE, 1992, 228 p. 2. Milano : Baldini & Castoldi, 1992, 228 p. (Romanzi e racconti ; 2). (ISBN 88-85988-09-1) 3. Milano : Rizzoli, 2005, 279 p. (La scala). (ISBN 88-170-0569-X) En lang forlovelse På dansk ved Elisabeth Ellekjær 1. Lang forlovelse. [Kbh.] : Forum, 1992, 225 p. 2. Helsingør : Per Kofod, 2005, 261 p. 3. [Kbh.] : Bogklubben, 2005, 261 p. Chine 漫长的婚约 翻译：孙纪真、宋冬深 1. 辽宁：辽宁教育出版社，2005，326页。 (ISBN 9787538272895) 2. 长沙：湖南文艺出版社，2014，329页。 (ISBN 9787540466596) 3. 长沙：湖南文艺出版社，2019，383页。精装版 (ISBN 9787540492809) |  |
| Le Passager de la pluie                           | Rider on the Rain Trad. de Linda Coverdale 1. London : Harvill, 1999, 150 p. (ISBN 1860465420) (pbk) |  |

### Films à l'étranger
| Année | Titre original                             | Autres titres / dates de sortie | Réalisateur         | Commentaire                                                                                        |
| ----- | ------------------------------------------ | --- | ------------------- | -------------------------------------------------------------------------------------------------- |
| 1965  | Compartiment tueurs                        | The Sleeping Car Murder Diamerisma dolofonon (Grèce) Mord im Fahrpreis inbegriffen (Allemagne de l'Ouest) Murha makuuvaunussa (Finlande) Raíles del crimen (Espagne) Traino ton dolofonon (Grèce, titre revu) Vagone letto per assassini (Italie) | Costa-Gavras        | Adaptation du roman de Sébastien Japrisot Compartiment tueurs (1962)                               |
| 1965  | Piège pour Cendrillon                      | A Trap for Cinderella (titre anglais pour l'international) Non sono un assassino (Italie) | André Cayatte       | Adaptation du roman de Sébastien Japrisot Piège pour Cendrillon (1963)                             |
| 1968  | Adieu l'ami                                | Farewell, Friend (USA) Honor Among Thieves (USA) (titre revu) Adeus, Amigo (Portugal) Adiós, amigo (Espagne) Adio file (Grèce) Bei Bullen singen Freunde nicht (Allemagne de l'Ouest) Du kannst anfangen zu beten (Allemagne de l'Ouest) (titre pour la TV) Due sporche carogne (Italie) Tecnica di una rapina (Italie) Yksinäiset sudet (Finlande) Honor wsród zlodziei (Pologne) Zegnaj, przyjacielu (Pologne) Zlodziejski honor (Pologne) | Jean Herman         | Scénario original écrit par Sébastien Japrisot                                                     |
| 1969  | Le Passager de la pluie                    | Rider on the Rain (USA) Der aus dem Regen kam (Autriche - Allemagne de l'Ouest) O Passageiro da Chuva (Brésil - Portugal) Muukalainen sateesta (Finlande) El Pasajero de lluvia (Espagne) Rain (USA) (titre pour la vidéo) L'Uomo venuto dalla pioggia (Italie) | René Clément        | Scénario original écrit par Sébastien Japrisot                                                     |
| 1970  | The Lady in the Car with Glasses and a Gun | La Dame dans l'auto avec des lunettes et un fusil (France) Die Dame im Auto mit Brille und Gewehr (Allemagne de l'Ouest) Damen i bilen med briller og gevær (Danemark) Nainen, auto ja ase (Finlande) La Signora dell'auto con gli occhiali e un fucile (Italie) | Anatole Litvak      | Adaptation du roman de Sébastien Japrisot La Dame dans l'auto avec des lunettes et un fusil (1968) |
| 1972  | La Course du lièvre à travers les champs   | And Hope to Die (USA) Treibjagd (Autriche - Allemagne de l'Ouest) Cómo liebre acosada (Espagne) La Corsa della lepre attraverso i campi (Italie) Med döden i hälarna (Suède) Musta perjantai (Finlande) Sti folia ton lykon (Grèce) | René Clément        | Scénario original écrit par Sébastien Japrisot                                                     |
| 1976  | Histoire d'O                               | The Story of O (USA) Berättelsen om O (Suède) Die Geschichte der O (Allemagne de l'Ouest) História de O (Portugal) Historia de O (Espagne) O'n tarina (Finlande) O's Historie (Danemark) (titre pour la vidéo) | Just Jaeckin        | Adaptation du roman de Pauline Réage Histoire d'O (19**)                                           |
| 1976  | Les Mal Partis                             | Bad Starters (titre anglais pour l'international) Love Story de un adolescente (Espagne) Love Story einer Nonne (Allemagne de l'Ouest) Nunnan rakkaustarina (Finlande) Olovligt förhållande (Suède) Storia d'amore di una suora (Italie) | Jean-Baptiste Rossi | Adaptation du roman de J.-B. Rossi (Sébastien Japrisot) Les Mal Partis (1950)                      |
| 1983  | L'Été meurtrier                            | One Deadly Summer (USA) L'Estate assassina (Italie) Intohimon ja koston kesä (Finlande) Ein Mörderischer Sommer (Allemagne de l'Ouest) O Verão Assassino (Portugal) Verano asesino (Espagne) | Jean Becker         | Adaptation du roman de Sébastien Japrisot L'Été meurtrier (1977)                                   |
| 1988  | Juillet en septembre                       | Giocando con l'assassino (Italie) | Sébastien Japrisot  | Scénario original écrit par Sébastien Japrisot                                                     |
| 1999  | Les Enfants du marais                      | The Children of the Marshland (Royaume-Uni) La Fortuna de vivir (Argentine - Espagne) Children of the Marshlands (Australie) Elämäni rakkaat ihmiset (Finlande) I Ragazzi del Marais (Italie) Sommar vid Loire (Suède) Ein Sommer auf dem Lande (Allemagne) | Jean Becker         | Adaptation du roman de Georges Montforez Les Enfants du marais (1958)                              |
| 2001  | Un crime au Paradis                        | A Crime in Paradise (titre anglais pour l'international) Un Crimen en el paraíso (Espagne) Omicidio in paradiso (Italie) Une mort au paradis (France) (titre de travail) | Jean Becker         | D'après La Poison de Sacha Guitry                                                                  |
| 2004  | Un long dimanche de fiançailles            | A Very Long Engagement (titre anglais pour l'international) Amor eterno (Argentine - Chili - Venezuela) Mathilde - Eine große Liebe (Autriche - Allemagne) Eterno Amor (Brésil) Kayip nisanli (Turquie) En Långvarig förlovning (Suède) En Lang forlovelse (Danemark) Largo domingo de noviazgo (Espagne) Una Lunga domenica di passioni (Italie) Pitkät kihlajaiset (Finlande) Väga pikk kihlus (Estonie)                                   | Jean-Pierre Jeunet  | Adaptation du roman de Sébastien Japrisot Un long dimanche de fiançailles (1991)                   |
| 2013  | Trap for Cinderella                        | | Iain Softley        | Adaptation du roman de Sébastien Japrisot Piège pour Cendrillon (1963)                             |

## Récompenses
Prix décernés à Sébastien Japrisot, aux œuvres auxquelles il a participé ou aux personnes ayant adapté ses romans.

### Livres
- 1963 :  Grand Prix de Littérature policière pour Piège pour Cendrillon (Denoël, 1963)[10].
- 1966 :  Prix de l'Unanimité pour Les Mal Partis (Robert Laffont, 1966 - rééd. de l'éd. de 1950)
- 1966 :  Prix d'Honneur pour La Dame dans l'auto avec des lunettes et un fusil (Denoël, 1966)
- 1968 :  Gold Dagger Award for the Best Crime Novel of the Year 1968 (Best Foreign) décerné par la Crime Writer's Association pour The Lady in the Car (Souvenir Press)[11]
- 1978 :  Prix des Deux-Magots pour L'Été meurtrier (Denoël, 1977)
- 1981 :  The Martin Beck Award décerné par la Svenska Deckarakademin (Académie suédoise) pour Vedergällningen (L'Été meurtrier)
- 1991 :  Prix Interallié pour Un long dimanche de fiançailles (Denoël, 1991).
- 1996 :  Adult Great Read (Honorable Mention) décerné par les Nothern California Independent Booksellers Associated (NCIBA) (USA) pour A very long Engagement

### Films

#### Nominations
- 1971 :  Laurel Award du Meilleur Film étranger (Best Foreign Film) pour Le Passager de la pluie (1969) - 4e place.
- 1971 :  Edgar Allan Poe Award du Meilleur film (Best Motion Picture) pour Le Passager de la pluie (1969).
- 1983 :  Palme d'or au Festival de Cannes pour Jean Becker pour L'Été meurtrier (1983).
- 1984 :  César du meilleur acteur pour Alain Souchon dans L'Été meurtrier (film de Jean Becker, 1983).
- 1984 :  César du meilleur réalisateur pour Jean Becker avec L'Été meurtrier.
- 1984 :  César du meilleur film pour L'Été meurtrier (film de Jean Becker, 1983).
- 1984 :  César de la meilleure musique écrite pour un film pour Georges Delerue avec L'Été meurtrier (film de Jean Becker, 1983).
- 1984 :  César du meilleur acteur dans un second rôle pour François Cluzet dans L'Été meurtrier (film de Jean Becker, 1983).

#### Victoires
- 1971 :  Golden Globe Award du Meilleur Film Étranger (Best Foreign-Language Foreign Film) pour Le Passager de la pluie (film de René Clément, 1969).
- 1970 :  David di Donatello Award du Meilleur rôle féminin à Marlène Jobert pour Le Passager de la pluie (1969) décerné par l'Accademia del Cinema Italiano.
- 1984 :  César de la meilleure adaptation cinématographique pour L'Été meurtrier (film de Jean Becker, 1983).
- 1984 :  César de la meilleure actrice décerné à Isabelle Adjani dans L'Été meurtrier (film de Jean Becker, 1983).
- 1984 :  César du meilleur montage décerné à Jacques Witta pour L'Été meurtrier (film de Jean Becker, 1983).
- 1984 :  César de la meilleure actrice dans un second rôle décerné à Suzanne Flon dans L'Été meurtrier (film de Jean Becker, 1983).
- 2004 :  Chicago Film Critics Association Award (Best Foreign Language Film) pour Un long dimanche de fiançailles (2004)
- 2005 :  Edgar Allan Poe Award Meilleur scénario (Best Motion Picture Screenplay) décerné à Jean-Pierre Jeunet pour son film Un long dimanche de fiançailles (2004)
- 2005 :  American Society of Cinematographers Award décerné à Bruno Delbonnel pour Un long dimanche de fiançailles (2004)
- 2005 :  César de la Meilleure photographie décerné à Bruno Delbonnel pour Un long dimanche de fiançailles (film de Jean-Pierre Jeunet, 2004).
- 2005 :  César des Meilleurs costumes décerné à Madeline Fontaine pour Un long dimanche de fiançailles (film de Jean-Pierre Jeunet, 2004).
- 2005 :  César des Meilleurs décors décerné à Aline Bonetto pour Un long dimanche de fiançailles (film de Jean-Pierre Jeunet, 2004).
- 2005 :  César du Meilleur second rôle féminin décerné à Marion Cotillard pour Un long dimanche de fiançailles (film de Jean-Pierre Jeunet, 2004).
- 2005 :  César du Meilleur jeune espoir masculin décerné à Gaspard Ulliel pour Un long dimanche de fiançailles (film de Jean-Pierre Jeunet, 2004).
- 2005 :  Prix Lumière du Meilleur réalisateur décerné à Jean-Pierre Jeunet pour son film Un long dimanche de fiançailles (2004).
- 2005 :  World Soundtrack Award (Soundtrack Composer of the Year) décerné à Angelo Badalamenti pour Un long dimanche de fiançailles (film de Jean-Pierre Jeunet, 2004).
- 2005 :  Vancouver Film Critics Circle Award (Best Foreign Film) décerné à Un long dimanche de fiançailles (film de Jean-Pierre Jeunet, 2004).

## Dans la culture populaire

### Œuvres influencées par Sébastien Japrisot
- La Vengeresse, bande dessinée de François Rivière et Patrick Dumas (Glénat “Circus aventure”, 1991) rappelle par l'intrigue et son héroïne L'Été meurtrier.
- Élisa, film de Jean Becker sorti en 1995. Le thème de la recherche des racines rappelle L'Été meurtrier et Juillet en septembre. Pour cette raison, Sébastien Japrisot n'a pas souhaité collaborer à l'écriture du scénario de Jean Becker qui s'est tourné vers Fabrice Carazo. Il existe une novélisation du scénario par Denis Fernández-Recatalá (Archipel, 1995).
- Emma Locatelli, dans son roman historique Les Haines pures (Albin Michel, 2013) explore à la manière de Sébastien Japrisot et de Philippe Claudel la noirceur de l'âme humaine et les blancs de l'Histoire.
- Dans leurs "Panthéons" des écrivains, les romanciers Thierry Jonquet, Emmanuel Carrère, Michel Bussi et Jean-Christophe Grangé citent régulièrement Sébastien Japrisot. Pour Michel Bussi, Sébastien Japrisot est l'écrivain qui a fait de lui un écrivain[12].

### Hommages
- Le roman Les Pourritures célestes signé Albedo (Baleine, coll. "Le Poulpe" no 138, 1998) est dédié à Sébastien Japrisot.
- Le romancier Philippe Ragueneau a consacré une série de six romans policiers aux éditions du Rocher (de 2001 à 2005). Ils mettent en scène le peintre Sébastien Chaprisot et son chat Tiburce.
- Une citation de Sébastien Japrisot « La dérision en toute chose est l'ultime défi au malheur » figure en exergue au film Effroyables Jardins de Jean Becker (2003).
- Le Dr Martin Hurcombe du Département de français, à l'Université de Bristol, en Angleterre, a organisé le 7 septembre 2005 un colloque sur Sébastien Japrisot : « Sébastien Japrisot en rétrospective »[13].Les actes du colloque ont été publiés : Sébastien Japrisot : The Art of Crime (Rodopi, 2009).
- Le titre primitif du roman de Sylvie Granotier, Méfie-toi, fillette (éd. la Branche, coll. "Suite noire" n° 32, 2009) était Comportement tueuse et faisait référence au roman de Sébastien Japrisot, Compartiment tueurs. Bien qu'annoncé, le titre a du être changé car le roman de Japrisot n'a pas été publié dans la Série noire[14].
- Le romancier Paul Colize choisit des titres à ses romans qui renvoient à des œuvres de Sébastien Japrisot : Un long moment de silence (La Manufacture de livres, 2013) (Un long dimanche de fiançailles), L'Avocat, le Nain et la princesse masquée[15] (La Manufacture de livres, 2014) (La Dame dans l'auto).
- Le titre du roman de Stéphane Oks, L'Enfant dans la neige avec un cartable et un fusil, renvoie au roman de Sébastien Japrisot : La Dame dans l'auto avec des lunettes et un fusil (Éd. du Toucan, 2017).

#### Interviews
- Bénévent, Christine. « Je me raconte une histoire et c'est tout ». In Japrisot, Sébastien. Piège pour Cendrillon. Paris : Gallimard, août 1999, p. 7-13. Coll. « La Bibliothèque Gallimard » no 39.
- Bauby, Jean-Dominique. « À la recherche d'un soldat perdu ». Elle, 16 septembre 1991.
- Brouillet, Chrystine. « Japrisot comme passion ». Nuit blanche : l'actualité du livre (Québec), décembre 1986 - janvier/février 1987, no 26, p. 72-73, dans le cadre d'un dossier sur : « Le polar et ses doubles ».
- Coste, Geneviève. « Ma passion pour Adjani ». Télé 7 jours, 7 novembre 1987, p. 94-95.
- Courchay, Claude. « La course de Japrisot ». Le Monde des livres, vendredi 21 novembre 1980.
- Delaygues, Jean-Claude. « Sébastien Japrisot : le paradis en Bourbonnais ». La Montagne, 26 mars 2000, rubr. « Les gens » p. 6
- Dutreix, Gilles. « Sébastien Japrisot : "Notre comportement d'adultes représente exactement celui des enfants" ». Nice Matin, 1er octobre 1972.
- Gaignault, Fabrice. « Sébastien Japrisot : "Des centaines de femmes sont passées dans ma vie" ». Elle, lundi 7 février 2000.
- Gardanne, Jean-Michel. « Jean-Baptiste Rossi dit Sébastien Japrisot ». Provençal, dimanche 6 novembre 1977.
- Gaudin, Roger. « Sébastien Japrisot : "L'Été meurtrier est un livre plus ambitieux que mes précédents romans" ». Le Méridional, dimanche 6 novembre 1977, no 685, p. 5.
- Gauthier, Bernard-Claude. « Les passions de Sébastien ». Construire, 6 mai 1987, no 19, p. 50-51
- Gaudemar, Antoine de. « À quoi pensez-vous ? ». Libération, vendredi 31 décembre 1999.
- Geoffriault, Bernard. « Sébastien Japrisot : "Contre le ghetto du polar" ». 813, 1er trim. 1981, no 1.
- Grunberg, Zoé. « Interview Japrisot : Sébastien Japrisot, portrait du père des Enfants du Marais », à l'occasion de la 3e édition du festival des scénaristes de la Ciotat, mai 2000. en ligne
- Jaubert, Jacques. « Sébastien dans le tunnel ». Le Figaro, 3 octobre 1966.
- Lhoste, Pierre. « Sébastien : un roman de comportement plus que d'analyse ». Nice Matin, 29 octobre 1977.
- Montremy, J.-M. « Le bureau de... Sébastien Japrisot ». Lire, novembre 1991, no 194, p. 148-150.
- Périsset, Maurice. « Réponses de Sébastien Japrisot au questionnaire de Marcel Proust ». In Périsset, Maurice. Panorama du polar français contemporain. Paris : Éd. de l'Instant, juin 1986, p. 303-304.
- Riou, Alain. « Sébastien, c'est fou ». Le Nouvel Observateur, 7 juillet 1994.
- Royer, Jean. « Japrisot : un rendez-vous avec notre époque ». Le Devoir (Montréal), samedi 22 novembre 1986, p. C-1, C-9.
- Sieur, Isabelle. « Sébastien Japrisot à bâtons rompus ». In Japrisot, Sébastien. Un long dimanche de fiançailles. Paris : France Loisirs, avril 1992, p. IV-XI
- Sieur, Isabelle. « Trois questions à Sébastien Japrisot ». Elle, 14 décembre 1992.
- Soulié, Jean-Paul. « Après L'Été meurtrier, Japrisot veut faire un film de La Passion des femmes ». La Presse Montréal, samedi 22 novembre 1986, p. 8.
- Turquetit, Andrea. « Japrisot entre deux images ». Aux écoutes, 19-25 août 1968, p. 14-15.
- « Entretien avec Sébastien Japrisot » in La Passion des femmes. Paris : France loisirs, mai 1987, p. IV-IX
- « Ils aiment les femmes et disent pourquoi : Sébastien Japrisot ». VSD, 3 octobre 1991, p. 88.
- « Japrisot-Rossi, un jeune aigle à deux têtes », propos recueillis par Michel Dunois et Anne Manson in L'Aurore, août 1972

#### Monographies
- Becker par Becker / Jean Becker. Paris : Éd. PC, 2004, 207 p.  (ISBN 2-912683-33-5)
- Tout Just : souvenirs / Just Jaeckin. Monaco : Éd. du Rocher, 2006, 325 p.  (ISBN 2-268-05688-0)
- Alain Trez / Patrick Le Fur. Paris : Iconofolio, 2006, 43 p. (Artension).  (ISBN 2-35237-008-6)
- Travelling arrière : mémoires d'un cinéaste / Ulli Pickardt. Paris : l'Harmattan, 2004, 240 p. (Champs visuels).  (ISBN 2-7475-7273-0)
- « The Joy of specs : the power of the gaze in the novels of Sébastien Japrisot » / Martin Hurcombe. In Joie De Vivre in French Literature and Culture : Essays in Honour of Michael Freeman / sous la dir. de Susan Harrow et Timothy A. Unwin. New York : Rodopi, 2009, p. 269-282. Coll. « Faux titre » no 331.  (ISBN 978-90-420-2579-0)
- Sébastien Japrisot : The Art of Crime / sous la dir. de Martin Hurcombe & Simon Kemp. New York : Rodopi, coll. « Faux Titre » no 329, 2009, 190 p.  (ISBN 978-90-420-2534-9)

### Documentaire
- JB dit Sébastien Japrisot (2007). Réal. Pélican Production. Resp. de prod. Emmanuelle Sterpin - SND/M6 Vidéo. Durée : 43 min. Suppl. au DVD L'Été meurtrier (SND 2007).